# Il mio amore brucia
Il mio amore brucia (わが恋は燃えぬ Waga koi wa moenu), conosciuto anche col titolo Flame of My Love,  è un film del 1949 diretto da Kenji Mizoguchi.
Viene considerata la terza pellicola dichiaratamente femminista di Mizoguchi, dopo Jōsei no shōri del 1946 e Joyū Sumako no koi del 1947. Narra la storia di un'attivista che si batte per i propri ideali scontrandosi contro le resistenze non solo degli uomini ma spesso delle donne stesse, sottomesse da talmente tanto tempo da non vedere nemmeno la possibilità di uscirne. La figura della protagonista è ispirata a quella della celebre attivista Fukuda Hideko, protagonista delle lotte femministe di quegli anni.

## Trama
Nel 1884, l'attivista femminista Toshiko Kishida si reca a Okayama dove si complimenta con Eiko Hirayama che insegna in una scuola che inculca principi di emancipazione alle allieve.
Il principale esponente del Partito Liberale giapponese del luogo, Ryuzo Hayase, ama Eiko ma è costretto ad andare a Tokyo per sostenere il partito. Eiko deve subire la chiusura della scuola da parte delle autorità quindi assiste impotente alla partenza della sua coetanea Chiyo, venduta dalla propria famiglia ad un uomo di Tokyo, per sanare problemi economici.
Fuggita a Tokyo, cercando Hayase nella sede del partito, si imbatte nel leader Kentaro Omoi che personalmente la accompagna dal suo amato, la cui reazione però sorprende Eiko. Hayase non è entusiasta dell'arrivo di Eiko ma accetta di ospitarla, con Omoi che le offre un lavoro da redattrice nel giornale di partito. Omoi scopre che Hayase ha tradito il partito ed Eiko stenta a crederlo, ma poi è lui stesso a confessare, dicendo di averlo fatto per soldi e di aver raggiunto un livello economico tale da poter proporle di sposarsi. Eiko è schifata e lo abbandona.
In breve Eiko si evidenzia come ottima redattrice e diventa la compagna di Omoi con il quale condivide pienamente gli ideali. Con il governo che persegue il partito, durante la rivolta dei filatori di seta di Chichibu, Omoi ed Eiko si recano a sostegno dei protestanti, oggetto di condizioni di lavoro disumane. Omoi si propone di avviare una trattativa ma Eiko pensa di precedere il leader per tastare il polso della situazione senza dare nell'occhio. Scopre così che tra gli sfruttati c'è la sua amica Chiyo. Proprio questa si rende protagonista dell'appiccamento di un incendio che determina l'intervento della polizia con una retata che porta tutti in carcere. Eiko è individuata come responsabile, ma finiscono in carcere anche Omoi e Chiyo, che picchiata selvaggiamente perde il bambino che aveva in grembo, e scambiata per un'attivista politica per l'amicizia con Eiko, è quindi punita anche più severamente di quanto non meritasse.
Nel 1889 grazie ad un'amnistia seguita alla promulgazione della nuova Costituzione, escono tutti di prigione, con Omoi che è accolto dai suoi seguaci quasi come un eroe. Con Eiko forma una coppia stabile ma in breve, la giovane, che per sdebitarsi con l'amica Chiyo l'aveva fatta assumere come serva da Omoi, scopre che tra i due c'è una relazione. Stizzita, vede replicare dal suo amato che Chiyo per lui è solo una concubina e dunque non deve preoccuparsi. L'uomo, candidato al parlamento viene eletto trionfalmente, ma proprio mentre cominciano i festeggiamenti, Eiko, fatti i bagagli, decide di tornare ad Okayama. C'è ancora molto da lavorare nelle coscienze delle persone, se l'uomo più illuminato che lei abbia mai conosciuto, dimostra di avere ancora una mentalità così retrograda e una considerazione delle donne ancora così bassa.
Sul treno che la riporta a casa, una Eiko delusa ha però una grande sorpresa. Chiyo, che mai ne aveva seguito le battaglie, ha abbandonato Omoi e ha capito delle lotte dell'amica, e ora torna anche lei a casa, pronta a darle una mano.